# Гайдай Михайло Михайлович
Миха́йло Миха́йлович Гайда́й (нар. 16 листопада 1931, Маріуполь) — український фольклорист і перекладач; кандидат філологічних наук з 1965 року. Син музиканта Михайла Гайдая, брат співачки Зої Гайдай.

## Біографія
Народився 16 листопада 1931 року в місті Маріуполі (нині Донецька область, Україна). 1954 року закінчив Київський університет.
З 1954 року працював викладачем української мови та літератури у Київському топографічному технікумі; у 1957—1959 роках — редактор відділу іноземної літератури видавництва «Дитяча література»; з 1959 року — старший науковий співробітник, з 2001 року — провідний науковий співробітник Інституту мистецтвознавства, фольклористики та етнології імені Максима Рильського Національної академії наук України.

## Діяльність
Автор праць з питань міжслов'янських фольклорних зв'язків, історії чехословацько-українських фольклористичних взаємин, богемістики та поетики слов'янської народної балади; проблем зв'язків фольклору з іншими видами мистецтва, етичного й естетичного багатства фольклору та його ролі в розвитку ідеї Відродження й бароко на слов'янському терені. Серед праць:
- Чехословацько-українські взаємини в сучасній фольклористиці. 1963;
- Західнослов'янська і українська балада про турецький полон // Слов'янське літературознавство і фольклористика. 1967;
- Народна етика у фольклорі східних і західних слов'ян. 1972;
- Чеські та словацькі приказки та прислів'я. 1975;
- Етичні й естетичні принципи у слов'янській народній баладі. 1978;
- Розвиток стильових особливостей і мистецтво зображення людини в слов'янській народній баладі // Історія, культура, фольклор та етнографія слов'янських народів. 1983;
- Слов'янська фольклористика: Нариси розвитку. 1988 (співавтори: Віктор Гусєв, Костянтин Кабашников, Наталія Шумада, Вікторія Юзвенко);
- Методологічні принципи вивчення слов'янської балади в сучасній фольклористиці // Слов'янське літературознавство і фольклористика. 1991;
- Перспективи дослідження фольклору слов'янських нацменшин в Україні // Слов'янський світ. 2003. Випуск 3.

Переклав і упорядкував збірки слов'янського фольклору, фольклору народів світу, твори французьких письменників, зокрема Анатоля Франса, Ґюстава Флобера, Алена Бомбара.